# Charles Rodriguez d'Evora y Vega

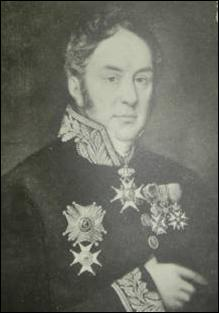

Charles de Rodes, in werkelijkheid Charles Joseph Marie Ghislain Rodriguez d'Evora y Vega (Gent, 12 juni 1790 - Beerlegem, 26 september 1868), markies van Rode, baron van Beerlegem, was lid van het Belgisch Nationaal Congres.

## Levensloop
Ondanks de Spaanse naam en de Spaanse adelsverheffing in de 17de eeuw, ging het om een familie die al verschillende generaties in Gent was gevestigd.
In 1677 had Filips Albert van Rodoan de heerlijkheid Beerlegem overgelaten aan Frans Gonzales van Alveida. Karel II van Spanje verhief het Land van Rode tot markizaat en in 1680 werd de heerlijkheid Beerlegem tot baronie verheven ten gunste van de markies van Rode, Lopez-Maria Rodriguez de Evora y Vega.
Charles de Rodes was de zoon van Charles de Rodes (1758-1813) en Thérèse de Draeck (1765-1844) en de kleinzoon van Emmanuel Rodriguez d'Evora y Vega (1732-1766) en Isabelle Maelcamp (1736-1795). Om de lange en exotische naam te vermijden noemde zich deze tak 'de Rodes', daar waar een andere tak gewoon de volle naam gebruikte. De verschillende generaties speelden een rol zowel in het dorpje Beerlegem en het omringende Land van Rode, als in Gent. 
Charles de Rodes was getrouwd in 1810 met Marie-Louise d'Andelot (1790-1854). Ze hadden drie kinderen die kinderloos bleven en een vierde, Marie-Madeleine Rodriguez (1822-1920), die, door haar huwelijk met graaf Charles de Spangen (1813-1873) voor enkele nakomelingen heeft gezorgd. Toen ze op achtennegentigjarige leeftijd overleed, stierf met haar ook de familie uit.

## Loopbaan
Charles de Rodes werd in 1814 lid van de provinciale commissie die in Gent werd opgericht na het vertrek van de Franse troepen. Samen met baron em. d'Hoogvorst, baron de Godin, graaf de Liedekerke, baron Goubau en advocaat Dotrenge trok hij mee naar Parijs om er op het hoofdkwartier van de geallieerden te gaan vernemen wat de bedoeling was om met de Zuidelijke Nederlanden aan te vangen.
Korte tijd later was het Verenigd Koninkrijk der Nederlanden een feit en de Rodes werd tot kamerheer van Willem I benoemd. Dit ging echter niet door, evenmin als zijn inschrijving op de lijst van de edellieden, omdat hij de voorgeschreven eed op de grondwet weigerde af te leggen. In 1822 werd hij dan toch opgenomen in de ridderschap van Oost-Vlaanderen en werden zijn adellijke titels bevestigd. Hij werd lid van de provinciale staten van Oost-Vlaanderen, legde de eed af, en werd vooralsnog kamerheer. Toen de petitiebeweging in omvang toenam sloot hij er zich bij aan en tekende zelf verschillende petities. Na de septemberdagen 1830 werd een triumviraat aangesteld om voorlopig de provincie te besturen, bestaande uit Charles d'Hane de Steenhuyse, Vilain XIIII en Charles de Rodes.

## Belgisch Koninkrijk
De Rodes werd voor het arrondissement Gent verkozen voor het Nationaal Congres. Hij stemde voor het koningschap op de naam van August van Leuchtenberg en later voor Leopold van Saksen-Coburg. Hij stemde voor de onafhankelijkheidsverklaring, voor de eeuwigdurende uitsluiting van de Nassaus en voor Surlet de Chokier als regent. Op de banken van het Nationaal Congres ontmoette hij zijn neef François Rodriguez d'Evora y Vega.
Bij de eerste verkiezingen voor het parlement werd hij tot senator verkozen voor het arrondissement Gent. In 1835 ruilde hij voor een senaatszetel in het arrondissement Oudenaarde, omdat Beerlegem, waar hij burgemeester van was, zich in dit arrondissement bevond. Hij zetelde tot aan zijn dood in de Senaat, in totaal 37 jaar, wat een record inhield. Hij was ook regelmatig lid van het bureau, als secretaris (1831-1848) of quaestor (1851-1863). Na zijn dood werd hij opgevolgd door zijn zoon Théodule Rodriguez d'Evora y Vega.
Hij was een hevig tegenstander van het Verdrag der XVIII Artikelen en later van het Verdrag der XXIV Artikelen.
Hij publiceerde hierover een brochure: Essai sur la nationalité du peuple belge, par M. le marquis de Rodes, sénateur, ancien membre du Congrès national, waar hij het bewijs in aanbood dat onze provincies altijd een geheel hadden gevormd en het een onmogelijke opoffering zou betekenen als Limburg en Luxemburg daar zouden uit worden losgerukt. Met de dood in het hart stemde hij nochtans telkens voor de goedkeuring van deze verdragen.
Naast het beheren van zijn uitgestrekte domeinen, was hij ook actief in de ondernemerswereld. Zo was hij:
- bestuurder van de Fabrique de fer d'Ougrée,
- commissaris van Vieille Montagne,
- commissaris van Défrichements de la Campine,
- commissaris van Compagnie de matériels de chemins de fer.